# Battuda
Battuda (lombardul Batüda) település Olaszországban, Lombardia régióban, Pavia megyében. Lakosainak száma 659 fő (2023. január 1.). Battuda Marcignago, Rognano, Trivolzio, Trovo és Vellezzo Bellini községekkel határos.

## Népesség
A település népességének változása:
| Lakosok száma | 655  | 679  | 659  |
|               | 2017 | 2018 | 2023 |